# Euphyllodromia burmeisteri
Euphyllodromia burmeisteri är en kackerlacksart som beskrevs av Karlis Princis 1969. Euphyllodromia burmeisteri ingår i släktet Euphyllodromia och familjen småkackerlackor. Inga underarter finns listade i Catalogue of Life.